# Hugenoti
Hugenoti so bili francoski protestanti kalvinistične veje iz 16. in 17. stoletja. Njihovo ime je neznanega izvora, predvideva se, da izhaja iz besede aignos, ki izhaja iz nemške besede eidgenossen, ki pomeni združenje povezano s prisego.
Hugenoti so svojo veroizpoved opredelili na prvi narodni sinodi 1559 v Parizu. Sprejeta je bila strogo kalvinistična veroizpoved.

## Začetki
Zahteve hugenotov po priznanju združevanja in bogoslužja so bile v nasprotju z načinom vladanja francoskega kralja Franca I. Kralj je v soglasju s papežem katoliški duhovščini  dodeljeval vplivne položaje, duhovščina pa mu je v  zameno pomagala obvladovati ljudstvo. Proti takemu vladanju se je začel širiti odpor najprej med akademskimi krogi pariške univerze. Potem so se pridružila še verska reformna gibanja, ki so se v Francijo širila iz francosko govoreče Nizozemske. Henrik II. se je bal, da bi gibanje razbilo komaj centralizirano državo (tako kot se je to zgodilo sosednji državi Karla V.) Širjenje kalvinizma je poskušal zaustaviti z  vse  dekreti in ga s tem potisnil v podzemlje. Začeli so se incidenti, se razširili v oborožene spopade in potem v vojne, tudi večletne, ki so s presledki trajale vse do konca 16. stoletja.
Boji so postali silovitejši, ko se je vključilo visoko plemstvo, ki je imelo svoj dodatni interes: tekmovanje za francoski prestol. Plemstvo se je grupiralo v dva pola: hugenotskega in katoliškega.
Na čelo hugenotskega gibanja se je postavila družina Burbonov, ki so bili po moški liniji eni od potomcev svetega kralja Ludvika IX. in so si lastili pravico do francoskega prestola.
Njim nasprotno, katoliško stran so vodili predstavniki rodbine Guise. Tem so se ob poroki kralja Franca II. z  Marijo Stuart, ki je bila hči matere iz rodbine Guise, tudi vzbudile skomine po vladanju v državi. Do hugenotov so bili izrazito nestrpni.
V takšnih razmerah je bil interes krone ohranjati ravnotežje med obema poloma, ohranjati enotnost Francije. Ko Katarini Medičejski kot regentki Karla IX. posredovanje med sprtima stranema ni uspelo in je s 1. saint-germanskim ediktom vendarle dala hugenotom nekaj omejenih verskih pravic, je druga stran razumela to kot izdajo katolicizma. Vojvoda Franc Guiseški je 1562 v Wassyju izvedel masaker nad hugenoti, ki so bili pri molitvi. Takrat so se začele tako imenovane hugenotske vojne, ki so s presledki trajale naslednjih 36 let. Bilo jih je osem.

## Hugenotske vojne
Hugenoti so, kljub vojaški podrejenosti, nekaj časa še uspevali zadržati vsaj omejene verske in politične pravice. Prve tri vojne so se končale z Amboiškim ediktom iz leta 1563, ki jim je dajal omejeno svobodo veroizpovedi. Saint-Germainski edikt   jim je zagotovil tudi varovana območja. Poskus sprave s strani hugenotskega admirala Colignyja in poroka med hugenotom Burbonom Henrikom Navarrskim (eden od upravičencev do francoskega prestola, ki so čakali v vrsti) in najmlajšo hčerko Katarine Medičejske Margareto pa je pripeljala do novega zapleta. V šentjernejski noči so katoličani množično napadli hugenote. Pokol je trajal 5 dni in je samo v Parizu terjal smrt vsaj 2000 hugenotov, na deželi pa v naslednjih tednih še veliko več. Pobili so mnogo pomembnih hugenotskih voditeljev, med njimi tudi admirala Colignyja.
V času vladanja Henrika III., ki je hugenotom v zapletenih razmerah nekaj časa spet popuščal, so katoličani ustanovili Ligo s Henrikom Guiseškim na čelu. Ta je sklenil sporazum s Španijo o vzdrževanju katoliške vojske, ki je postala tako močna, da kralju ni preostalo drugega, kot da popusti vsem zahtevam Lige. S tako imenovano nemoursko pogodbo je 1585 hugenotom vzel vse pravice iz prejšnjih ediktov, prepovedal njihovo veroizpoved in se sam postavil na čelo Lige. Katoliška vojska je zavzela Pariz. Tudi hugenoti so prijeli za orožje. Obe vojski sta bili močnejši od kraljeve. Henriku so dogajanja ušla iz rok. V obupu je na grad Blois poklical Henrika Guiseškega in ga dal ubiti skupaj z njegovim bratom. Osem mesecev kasneje so ubili tudi Henrika III.
Henrik Navarrski, od 1589 tudi francoski kralj Henrik IV., je nadaljeval boj z Ligo, a Pariza mu kljub pomoči angleške kraljice Elizabete I. ni uspelo zavzeti. Ko pa je 1593 prestopil v katoliško vero (tedaj je menda izrekel tisti znani stavek: Pariz je vreden maše), so mu Parižani dovolili vstop v mesto in ga priznali za francoskega kralja.
1598 je Henrik IV. izdal Nantski edikt, ki je hugenotom zagotovil verske in državljanske svoboščine ter varovana območja. Po drugi strani je kot državno vero uveljavil katolicizem. Hugenoti so bili odrinjeni od verskih dohodkov. Niso se mogli širiti. Postali so drugorazredni državljani.
Z nantskim ediktom so se za nekaj časa končale vojne. Število hugenotov v Franciji je padlo od 10 na vsega nekaj odstotkov.

## Po letu 1598
Po Henrikovem uboju 1610 so začeli hugenote spet preganjati. Kardinal Richelieu je bil mnenja, da so se varovana območja razrasla v državo v državi. V bojih s kardinalovo vojsko so hugenoti zgubili svojo glavno postojanko La Rochelle in varovana območja. Drugih pridobitev nantskega sporazuma pa jim Richelieu ni odrekal.
Preganjanje hugenotov je spet vzniknilo in doseglo vrh, ko je Ludvik XIV. 1685 razveljavil nantski edikt in nasilno vzpostavil versko enotnost v Franciji. Tedaj se je več kot 200.000 hugenotov izselilo v Nizozemske dežele, Švico in Sveto rimsko cesarstvo. Poskus prevrata in vrnitve sta bila v letih 1702-05 krvavo zadušena. 
Odnos do hugenotov se je spremenil šele pod vplivom idej prosvetljenstva. Leta 1787 je Ludvik XVI. izdal versajski tolerančni edikt, po katerem hugenotom ni bilo več treba skrivati svojega prepričanja. Popolno enakopravnost pa so dobili šele leta 1804 z Napoleonovim kodeksom.